# Casa-fàbrica Sindreu
La casa-fàbrica Sindreu és un conjunt d'edificis situats al carrer de Vistalegre, 16-18 i de la Cera, 27-29 del Raval de Barcelona. Com que no està catalogat, li correspon la categoria D (bé d'interès documental), atorgada per defecte a tots els edificis del districte de Ciutat Vella.

## Història
A mitjans del segle xix, els germans Josep i Valentí Sindreu i Esparó, nebots de Valentí Esparó, eren fabricants d'aprests. El 1849, Valentí Sindreu va demanar permís per a construir un edifici al carrer de Vistalegre, segons el projecte de l'arquitecte Joan Soler i Mestres, i el 1851, un altre al carrer de la Cera. El 1863, hi havia la fàbrica de teixits de mescla d'Esteve Castañé i Forns: «Cera, 27. Castañé y Forns. Fábrica de tejidos de lana, hilo, algodon. Driles. Lanillas. Chalecos belgas.». El 1872, el fuster Julià Soley va demanar permís per a traslladar la màquina de vapor del seu antic taller al carrer de Sant Jeroni, 8 al núm. 29 del de la Cera, segons els plànols de l'enginyer Francesc Pocurull. A finals de segle, hi havia la fàbrica de bosses de paper de Joan Campdepadrós i Cia.
Tanmateix, Valentí Sindreu va establir la seva indústria a la casa Magarola del carrer dels Tallers, i el 1863, va presentar un projecte d'enllumenat per gas per a la ciutat d'Alcoi, que no es va dur a terme. Va morir el 1865 i fou succeït pel seu germà Francesc Xavier (1819-1893), també industrial tèxtil, i aquest per la seva vídua Engràcia Oliba i Arraut (1845-1916) i el seu fill Josep Sindreu Oliba (1879-1963), que el 1920 va col·laborar amb l'enginyer industrial Alfredo Ramoneda Holder en la traducció al castellà de l'obra Man to Man: The History of Industrial Democracy (1919), de John Leitch.

El 1944 es va produir un incendi al magatzem de paper de Josep Camps, que hi tenia una fàbrica de bosses de paper, confeti i serpentines, després del qual, Josep Sindreu va fer reconstruir el terrat i l'escala de l'edifici del carrer de la Cera.

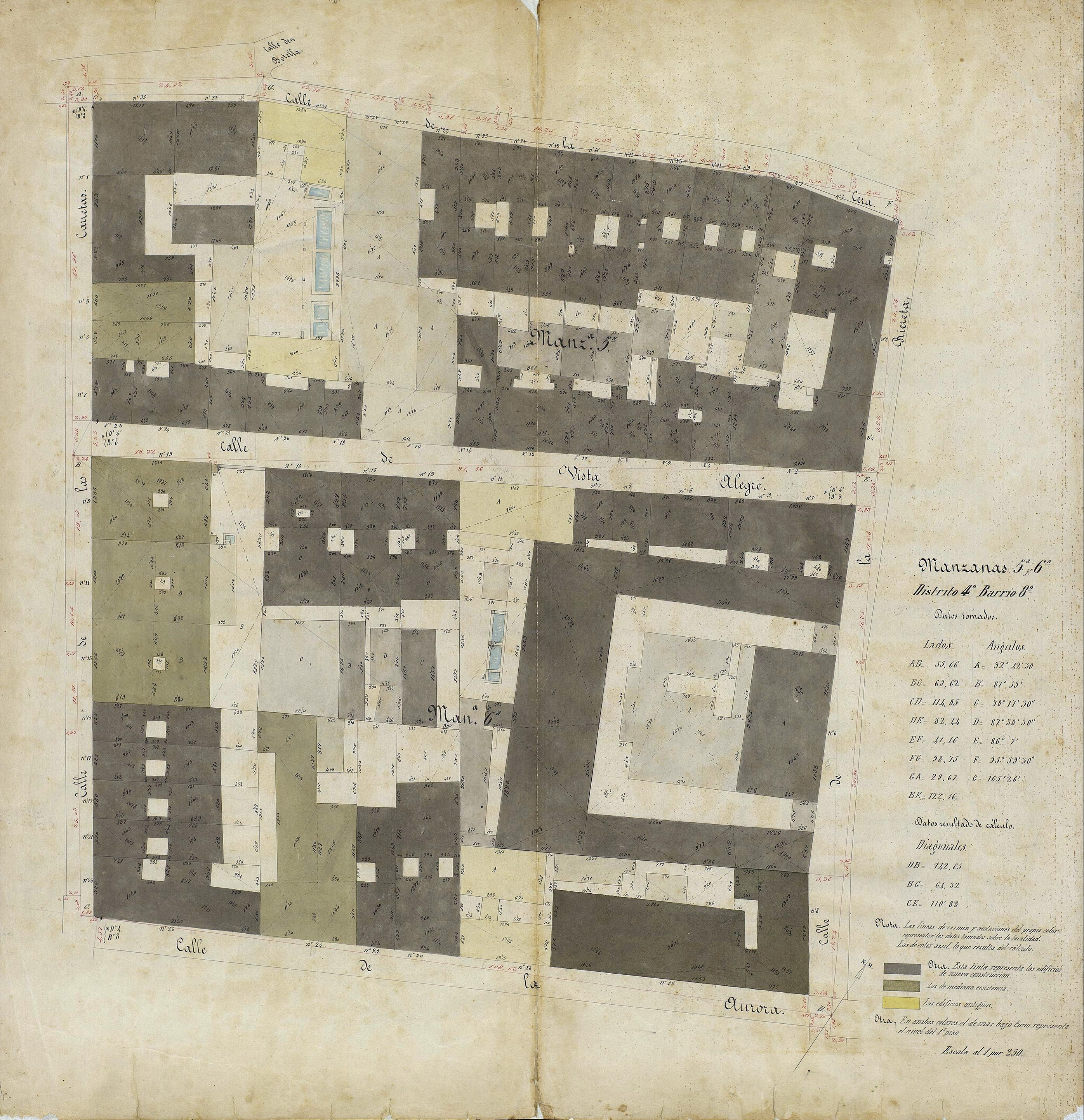
Quarteró núm. 110 de Garriga i Roca (c. 1860)